# 直島町
直島町（日语：／ Naoshima chō */?）是屬香川縣香川郡的一町，轄區位於高松市北方約13公里瀨戶内海上的直島諸島等島嶼。距離位於本州的岡山縣玉野市僅約3公里。由於在井島上同時有部分地區屬於玉野市的轄區，因此在島上很罕見的有岡山縣和香川縣的縣界。
人口主要居住於直島、向島和屏風島，主要聚落包括宮之浦、本村、積浦，以及位於直島北側的三菱材料直島製鍊所的員工宿舍。

## 歷史
「直島」的名稱可追溯到12世紀保元之亂後，戰敗的崇徳上皇在被流放到讚岐的路上，曾在此島停泊，當時便將此島命名為「直島」。
戰國時代末期以水軍為主的高原次利曾在直島的八幡山上建築直島城，現在島上的本村地區在當時便以城下町的形勢開始發展。1592年，在豐臣秀吉進軍備中高松城前，高原次利被封為男木島、女木島、直島的領主，領600石，此後直島地區靠著海運業和製鹽業而繁榮。但在江戶時代1671年時成為幕府的天領，由倉敷代官所負責管理，直島城後來亦因大火而毀滅。
在江戶時代末期，直島先後交由高松藩、土佐藩管理，在廢藩置縣後，亦曾先後隸屬倉敷縣（現已合併為岡山縣）、丸龜縣，最後隨著丸龜縣一同併入香川縣。
1917年三菱财阀在此設置直島製鍊所（後轉移給三菱材料），在此生產銅，並成為島上的主要產業。
1960年代後，島上開始朝觀光產業發展，設立露營場。1987年起倍樂生公司開始在島上收購土地，先後設立的研修所、露營場，並決定在直島南部建立一個文化村，在1992年成立了同時兼具美術館及旅館功能的直島倍樂生藝術中心。2005年起又陸續開設了地中美術館、李禹煥美術館。

### 年表
- 1890年2月15日：實施町村制，設置香川郡直嶋村。
- 1954年4月1日，改制為直島町。[1]

## 交通

### 渡輪
- 四國汽船
  - 宮浦港 - 高松港 1日5航次
  - 宮浦港 - 宇野港（岡山縣玉野市）1日16航次
  - 風戶港 - 宇野港 1日6航次
  - 本村港 - 宇野港 1日5航次
  - 宮浦港 - 豐島（家浦）- 犬島　1日3航次

- 津國汽船
  - 風戶港〜宇野港 1日8航次

## 觀光資源

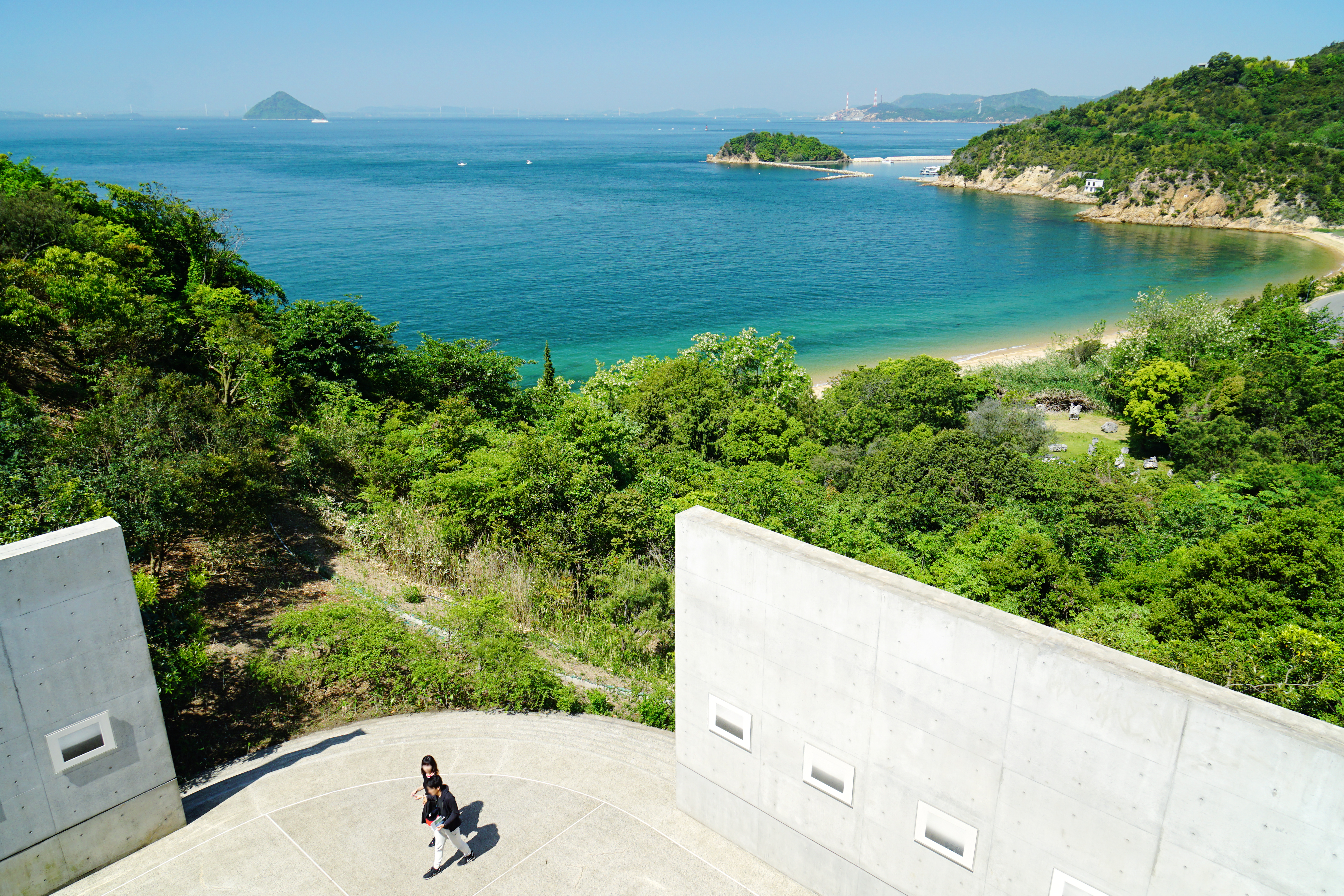
從直島倍樂生藝術館本館（博物館棟）的屋頂花園西望瀨戶內海

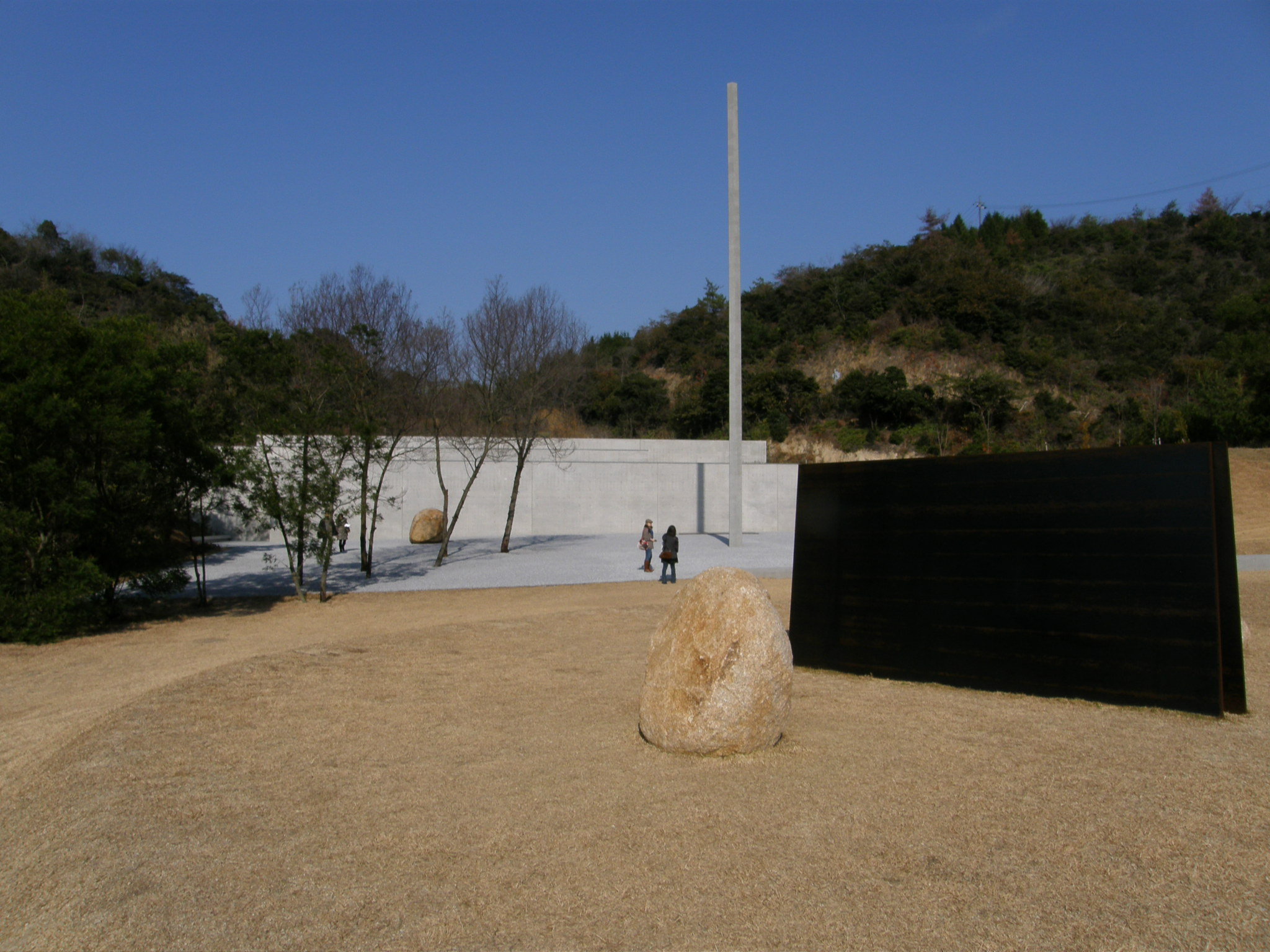
李禹煥美術館

- 直島倍樂生藝術中心
  - 倍樂生House
  - 海濱公園
  - 家プロジェクト
- 地中美術館
- 李禹煥美術館
- 直島錢湯「I♥湯」
- 喜兵衛島製鹽遺跡
- 崇徳天皇神社
- 瀨戶內國際藝術祭

## 姊妹、友好城市

### 海外
- 蒂明斯（加拿大安大略省）
由於三菱材料的直島製鍊所與蒂明斯的基德礦場（英语：Kidd Mine）的往來，促成了兩地的交流，並於1981年8月28日締結為姊妹城市。[1]

## 外部連結
- （日語） 直島町觀光協會 （页面存档备份，存于）
- （日語） 直島漁業協會 （页面存档备份，存于）
- （日語） 環境之島　直島 （页面存档备份，存于）